# HMS Aboukir (1900)
HMS Aboukir (Корабль Его Величества «Абуки́р») — британский броненосный крейсер типа «Кресси». Спущен на воду в 1900 году. Назван в честь битвы при Абукире. После ввода в строй в 1902 году направлен на Средиземное море, где и провёл большую часть своей службы. По возвращении на родину в 1912 году переведён в резерв. Выведен из резерва в начале Первой мировой войны, через несколько недель после её начала сыграл незначительную роль в сражении в Гельголандской бухте. «Абукир» вместе с двумя однотипными крейсерами был торпедирован и потоплен немецкой подводной лодкой U-9 22 сентября 1914 года, потери экипажа составили 527 человек.

### Гибель

Схема атаки

## Конструкция
Проектное водоизмещение «Абукира» составило 12 193 т (12 000 длинных тонн). Корабль имел общую длину 143,9 м (472 футов), ширину 21,2 м (69 футов 6 дюймов) и проектную осадку при полном водоизмещении 8,2 м (26 футов 9 дюймов). Он был оснащен двумя 4-цилиндровыми паровыми машинами тройного расширения, каждой с приводом на один вал, общая мощность 21 000 индикаторных лошадиных силы (15 660 кВт) и скорость 21 узел (39 км/ч; 24 миль/ч). Пар вырабатывали 30 паровых котлов Бельвиля. Максимальный запас угля — 1600 длинных тонн. Экипаж: до 760 офицеров и нижних чинов.

### Вооружение
Главный калибр состоял из двух 9,2-дюймовых (234 мм) пушек в одноорудийных башнях, в носу и корме. Установки имели угол возвышения до 15°, что обеспечивало для 170-кг снарядов максимальную дальность 14 200 м. Средний калибр состоял из 12 6-дюймовых орудий Mk VII, которые были расположены в казематах по бортам. Восемь из них были установлены на главной палубе и могли использоваться только в безветренную погоду. Они стреляли 45,4-кг снарядами и имели максимальную дальность 12 200 ярдов (11 200 м). Двенадцать 12-фунтовых пушек предназначались для защиты от миноносцев, восемь находились в казематах на верхней палубе и четыре в надстройке. Также на крейсерах были два подводных 18-дюймовых (457 мм) торпедных аппарата.

### Бронирование
Крупповская броня. Главный броневой пояс был толщиной 152 мм и высотой 4,5 метра, спереди и сзади замыкался броневыми траверзами толщиной 127 мм. Броневая палуба имела толщину 25 мм, а от кормового траверза в корму её толщина составляла 76 мм. Толщина брони башен составляла 152 мм, толщина брони казематов была от 127 до 51 мм, боевой рубки — 305 мм. Длина главного броневого пояса — 70 м.

## Комментарии
1. ↑  фактический ∅ торпед 17,72 дюйма (450 мм)